# Mañana (Rolf Sanchez en Bilal Wahib)
Mañana is een lied van de Nederlandse artiesten Rolf Sanchez en Bilal Wahib. Het werd in 2022 als single uitgebracht en stond in hetzelfde jaar als tiende track op het album Mi viaje van Sanchez.

## Achtergrond
Mañana is geschreven door Rolf Sanchez, Brahim Fouradi, Carlos Vrolijk, Jonathan Maridjan en Bilal Wahib en geproduceerd door Project Money. Het is een nummer uit het genre nederpop. Het lied gaat over iemand ontmoeten en met diegene willen zijn tot de volgende morgen zonder in de nacht te slapen. "Mañana" is dan ook het Spaanse woord voor "morgen". Volgens Rolf Sanchez is het nummer deels seksueel getint. Het is de eerste keer dat de twee artiesten samen op een nummer te horen zijn, nadat zij elkaar hadden leren kennen toen zij beiden deelnamen aan The Streamers. In het lied wordt er in zowel het Nederlands als in het Spaans gezongen.

## Hitnoteringen
De artiesten hadden bescheiden succes met het lied in Nederland. In de Single Top 100 piekte het nummer op de 38e plaats en stond er vijf weken in. Er was geen notering in de Top 40, maar het kwam tot de zesde plaats van de Tipparade.